# Viktor Teitscheid
Viktor Teitscheid (* 29. Oktober 1885 in Korschenbroich; † 19. Juni 1953) war ein deutscher Politiker (Zentrum).

## Leben
Teitscheid besuchte die Volksschule und absolvierte im Anschluss eine Bäckerlehre, die er mit der Gesellenprüfung abschloss. Nach bestandener Meisterprüfung war er als Bäckermeister in Opladen tätig. Er beteiligte sich im September 1927 an der Gründung der Mittelstandsbank für den Unteren Kreis Solingen und war bis 1934 deren Aufsichtsratsvorsitzender.
Teitscheid schloss sich der Zentrumspartei an und war von 1919 bis 1932 Stadtverordneter in Opladen. Im Februar 1921 wurde er als Abgeordneter in den Preußischen Landtag gewählt, dem er ohne Unterbrechung bis zum Ablauf der zweiten Legislaturperiode 1928 angehörte. Im Parlament vertrat er den Wahlkreis 22 (Düsseldorf-Ost).
Nach dem Zweiten Weltkrieg betätigte sich Teitscheid wieder politisch. Von 1948 bis 1952 war er erneut Stadtverordneter in Opladen.